# Ricardo Arredondo Calmache

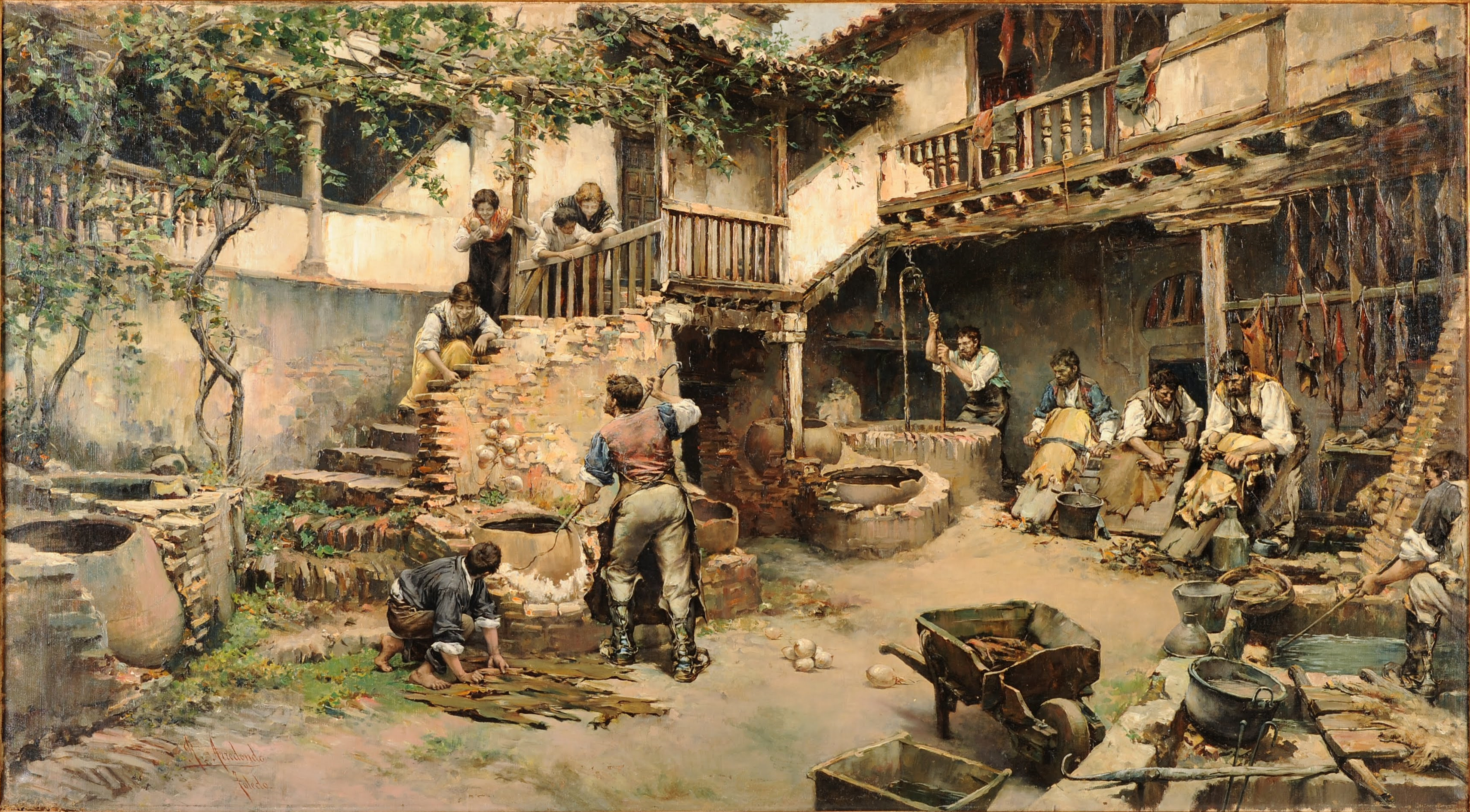
Atelierul familiei Tanner

Ricardo Arredondo Calmache (n. 23 octombrie 1850, Cella⁠(d), Aragon, Spania – d. decembrie 1911, Toledo, Castilia-La Mancha, Spania) a fost un pictor spaniol specializat în peisaje și scene costumbriste, cunoscut pentru atenția meticuloasă acordată detaliilor.

## Biografie
S-a născut în Cella. Tatăl său a fost un veteran al Primului Război Carlist. Unchiul său a fost preot și a devenit ulterior canonic la Toledo. Cu sprijinul acestuia, familia s-a mutat la Toledo când Arredondo avea doisprezece ani. A refuzat să intre într-o școală militară de cadeți și a luat lecții de artă de la Matías Moreno⁠(d) până când a reușit să se înscrie la „Escuela Especial de Pintura, Escultura y Grabado de Madrid”, unde a studiat cu Carlos de Haes. A călătorit apoi la Paris, unde s-a asociat cu cercul lui Ernest Meissonier⁠(d) și a fost expus influenței școlii de la Barbizon.
La întoarcerea în Spania, a participat la Expoziția Națională de Arte Plastice și a continuat să participe în mod regulat în următoarele două decenii. De asemenea, a călătorit în toată Spania, creând desene pentru un proiect editorial important care nu s-a concretizat niciodată.
La moartea unchiului său, care devenise capelan al regelui, a moștenit o mică avere. A folosit banii pentru a cumpăra și a renova un conac dărăpănat. Gregorio Marañón⁠(d) l-a descris ca pe un om care vindea rareori picturi, dar căruia îi plăcea să-și delecteze prietenii, în special scriitorul Benito Pérez Galdós, pentru care a fost ca un fel de „Cicerone⁠(d)”.
A fost, de asemenea, consilier municipal și membru al Comisiei Monumentelor, unde a supravegheat restaurarea Puerta de Bisagra Nueva⁠(d). Acest lucru i-a adus calitatea de membru corespondent al Real Academia de Bellas Artes. Numeroasele sale peisaje urbane și peisaje din jurul râului Tajo i-au adus titlul de „Pintor de Toledo”.